# Ramona Mănescu
Ramona Nicole Mănescu (n. 6 decembrie 1972, Constanța, România) este o politiciană și juristă română. A ocupat funcția de ministru al afacerilor externe în cabinetul Viorica Dăncilă între 24 iulie și 4 noiembrie 2019. Anterior, a fost europarlamentar (2007-2019) și a activat în cadrul Partidului Popular European. În cadrul acestui grup este membră în Comisia pentru afaceri externe (AFET), vicepreședinta Delegației pentru relațiile cu țările din Mashrek (DMAS) și membru supleant în Comisia pentru transport și turism (TRAN), Subcomisia pentru drepturile omului (DROI) și Delegația pentru relațiile cu Peninsula Arabică (DARP). A fost ministru al transporturilor în al doilea guvern Victor Ponta începând cu 2012. A demisionat din funcție în data de 26 februarie 2014, în urma retragerii PNL din guvern.

## Cariera profesională
Ramona Mănescu este licențiată în Științe Juridice la Facultatea de Drept, a Universității București. După încheierea studiilor de licență, europarlamentarul liberal a urmat mai multe studii postuniversitare, dintre care amintim: Institutul Diplomatic Român din cadrul Ministerului Afacerilor Externe (2006), Academia Națională de Informații, Colegiul Superior de Securitate Națională, dizertație cu tema „Industria Românească de Apărare” (2006), Universitatea Națională de Apărare - Colegiul Național de Apărare, dizertație cu tema „România și Politica Europeană de Securitate și Apărare” (2005). De asemenea, Ramona Mănescu a absolvit programul de studii academice postuniversitare în „Relații Internaționale și Integrare Europeană” al Școlii Naționale de Studii Politice și Administrative din București (2006).
Din iunie 2010 până în mai 2014, Ramona Mănescu a fost Președinta Consiliului de Coordonare al Școlii Româno-Finlandeze din București. De a lungul timpului a publicat articole și analize în reviste sau publicații din presa națională: Revista Romana de Administrație Publica Locala, Tribuna Economică, Revista Euroconsultanță, Tribuna Învățământului, Cadran Politic, Lumea. De asemenea, articole semnate Ramona Mănescu au apărut și în câteva publicații europene precum: EP Today, The Parliament Magazine, The Regional Review. Este co-autor al albumelor de fotografie: „București - palate și monumente” și „București - portretul unui oraș”.

## Cariera politică
Membră a Partidului Național Liberal din anul 1990 până în iulie 2017, Ramona Mănescu a fost Președinte al Organizației Tineretului Național Liberal Sector 6 în perioada 1996-1997, iar apoi a devenit membru al Departamentului de Relații Externe al PNL (1996 - 2004). În perioada 2001 - 2002 a ocupat funcția de Ofițer Internațional iar apoi a fost aleasă vicepreședinte TNL. De asemenea, Ramona Mănescu a fost și raportor al Comisiei pentru Afaceri Externe a Delegației Reprezentanților Naționali a PNL.
Din 2002 până în 2005 a făcut parte din Comitetului Executiv al PNL Sector 6 iar timp de doi ani, (2002 - 2004), a lucrat ca expert parlamentar în Parlamentul României, ocupând funcția de consilier al vice-președintelui Comisiei de Apărare, Afaceri Interne și Securitate Națională din Camera Deputaților, Ovidiu-Virgil Drăgănescu.
În 2003 a devenit vicepreședinte al Federației Internaționale a Tineretului Liberal (IFLRY), funcție pe care a deținut-o până în 2005. S-a implicat apoi, din ce în ce mai mult, în proiecte pentru sprijinirea tinerilor. Așa a ajuns vice-președinte cu rang de Subsecretar de Stat la Autoritatea Națională pentru Tineret (2005 - 2007). Ramona Mănescu a fost și consultant în cadrul programului „Media Awareness - Understanding and Accessing the Media and its Role”, coordonând, totodată, și proiectul „Empowerment of Women in Politics”, Polonia (2004). A fost lector pentru mai multe conferințe: „Managementul conflictelor - instruirea tinerilor”; „Dezvoltarea Parteneriatului Regional”; „Globalizare, 90 de ani de Diplomație Românească” (2003) și coordonator al proiectului „Human Rights and International Law”, Strasbourg, Franța (2003).
A fost membru al Parlamentului European din 2007 până în 2014. În perioada 2007-2014 a activat în cadrul ALDE Party, deținând funcțiile de coordonator în Comisia pentru Dezvoltare Regională și membru în Comisia pentru Ocuparea Forței de Muncă și Afaceri Sociale. De asemenea, a făcut parte din Delegațiile Parlamentului European pentru relațiile cu Peninsula Arabică și Japonia.
Începând cu 2012 (11 noiembrie) a devenit Vicepreședinte al ALDE Party (Partidul European Liberal Democrat și Reformist), funcție ce a deținut-o până în iunie 2014.
La alegerile europarlamentare din 25 iunie 2014, Ramona Mănescu a câștigat un nou mandat de europarlamentar. În acest mandat a făcut parte din grupul parlamentar al Partidului Popular European (PPE) până în iulie 2017 când a aderat la formațiunea politică "de buzunar" (ALDE), condusă de fostul lider PNL, Călin Popescu-Tăriceanu.
La 24 iulie 2019 a devenit ministru al afacerilor externe in Guvernul PSD-ALDE condus de Viorica Dăncilă, înlocuindu-l pe Teodor Meleșcanu. Dupa ieșirea de la guvernare a ALDE, partid din care făcea parte la acea dată, și după demisia miniștrilor ALDE din guvern, Ramona Mănescu a decis să rămână ministru de externe și să demisioneze din ALDE.

## Controverse publice
Organizația Rise Project a publicat între anii 2017 și 2019 o serie de investigații referitoare la retrocedări cu dedicație la care au luat parte părinții și alte rude ale Ramonei Mănescu.
"Între 2004 și 2008, mama, tatăl, mătușa și unchiul Ramonei Mănescu s-au asociat cu vărul nevestei lui Cristian Poteraș (primarul de atunci al Sectorului 6) și cu un om de paie al multimilionarului Dragoș Dobrescu și – împreună – au cumpărat drepturi litigioase de la mai multe persoane care așteptau să li se retrocedeze terenuri pe raza Sectorului 6.
La puțin timp după ce au făcut aceste achiziții, terenurile, neretrocedate până atunci beneficiarilor de drept, le-au fost „retrocedate” lor.
Câteva luni mai târziu, rudele Ramonei Mănescu, vărul soției lui Poteraș și omul de paie al lui Dragoș Dobrescu au vândut respectivele terenuri pe piața liberă, câștigând, în total, aproximativ 31 de milioane de euro.

Din cele 31 milioane de euro, rudelor Ramonei Mănescu le-au revenit 4,5 milioane de euro."

## Activitatea în PE
Ramona Mănescu și-a propus promovarea priorităților reale ale României în Parlamentul European, printr-o activitate susținută de „lobby” în vederea protejării drepturilor cetățenilor români și susținerii intereselor acestora. De asemenea, europarlamentarul liberal susține îmbunătățirea modului în care este percepută România la nivel european printr-o activitate eficientă derulată în cadrul Legislativului European. În calitatea sa de europarlamentar are posibilitatea de a adresa Comisiei Europene întrebari și interpelări prin care să solicite explicații și informații asupra aplicării legislației în statele membre UE sau asupra modului în care Comisia vede soluționată o anumită problemă.
Comisia pentru Dezvoltare Regională, unde Ramona Mănescu ocupă funcția de coordonatoare a grupului ALDE, este competentă în chestiuni privind politica regională și de coeziune, în special: Fondul European de Dezvoltare Regională, Fondul de Coeziune și celelalte instrumente de politică regională ale Uniunii; evaluarea efectelor celorlalte politici ale Uniunii privind coeziunea economică și socială; coordonarea instrumentelor structurale ale Uniunii; regiunile ultraperiferice și insulele, precum și cooperarea transfrontalieră și interregională; relațiile cu Comitetul Regiunilor, organizațiile de cooperare interregională, autoritățile locale și regionale.
Ca membră în Comisia pentru Cultură și Educație, Ramonei Mănescu îi revin competențe în chestiunile privind aspectele culturale ale Uniunii Europene, precum: îmbunătățirea cunoașterii și difuzării culturii; apărarea și promovarea diversității culturale și lingvistice; conservarea si protejarea patrimoniului cultural, schimbările culturale si creația artistica; politica educațională a Uniunii Europene, inclusiv domeniul învățământului superior în Europa și promovarea sistemului de școli europene și de formare pe tot parcursul vieții; politica în domeniul audiovizualului precum și aspectele culturale și educative ale societății informaționale; politica în domeniul tineretului și dezvoltarea unei politici în domeniul sportului și al activităților recreative; cooperarea cu țările terțe în domeniile culturii și al educației precum și relațiile cu organizațiile și instituțiile internaționale pertinente.
Coordonatoare a unor programe în domeniul tineretului, Ramona Mănescu a contribuit la organizarea unor evenimente precum:
- Săptămâna Europeană a Tineretului, 5-11 decembrie 2005, eveniment organizat la nivel local, regional, național și centralizat la Bruxelles;
- Facilitarea dialogului structurat intre toți actorii implicați în activitățile de tineret: ONG-uri de tineret, tineri cu oportunități reduse, autorități locale și naționale și crearea unei baze de date în vederea realizării acestui scop;
- Târgul ONG-urilor de tineret;
- Participarea, din partea Autorității Naționale pentru Tineret, în comitetul editorial al Agendei EU-RO, instrument educațional de informare pentru adolescenți, în cooperare cu Fundația Generation Europe și Ministerul Integrării Europene;
- Colaborarea cu Asociația Pro Democrația și Camera Deputaților în organizarea evenimentului „ Parlamentul Tinerilor”, cu scopul de a oferi tinerilor posibilitatea înțelegerii importanței, rolului și funcțiilor Parlamentului în cadrul celorlalte instituții democratice, familiarizarea cu doctrinele partidelor politice parlamentare, oferirea unei viziuni mai practice asupra a ceea ce reprezintă, în mod real, activitatea parlamentară;
- Organizarea întâlnirii multiculturale din cadrul proiectului „A.C.T.! – Authorities. Cooperation Twining!”, finanțat de Comisia Europeană și Autoritatea Națională pentru Tineret, având ca scop promovarea cetățeniei europene active în rândul tinerilor și contribuirea la dezvoltarea unor relații de prietenie și solidaritate între tineri.

Ramona Mănescu a solicitat de mai multe ori introducerea pe agenda Comisiei Europene a unor teme noi, prin intermediul declarațiilor scrise sau a rapoartelor din cadrul comisiilor parlamentare de specialitate. Prin activitatea derulată în cadrul PE, Ramona Mănescu se asigură că legislația adoptată la nivel european respectă valorile și principiile Uniunii Europene.
În anul 2008, Ramona Mănescu a fost desemnată Europarlamentarul Anului la categoria Educație și Cultură, premiu acordat de revista „The Parliament Magazine”.

## Viața personală
Ramona Mănescu a fost căsătorită cu Rareș Mănescu, fost primar al sectorului 6 , iar împreună au doi copii, Vlad și Dragoș.